# شینیا آندو
شینیا آندو (ژاپنی: 安藤 信也؛ زادهٔ ۷ ژوئیهٔ ۱۹۷۶) یک بازیکن فوتبال اهل ژاپن است.
از باشگاه‌هایی که در آن بازی کرده‌است می‌توان به باشگاه فوتبال ویسل کوبه اشاره کرد.